# Zagórz
Zagórz ist eine Stadt im Powiat Sanocki der Woiwodschaft Karpatenvorland in Polen. Sie ist Sitz der gleichnamigen Stadt-und-Land-Gemeinde mit etwa 13.000 Einwohnern. Die Stadt liegt am Fluss Osława, der nördlich der Stadt in den San mündet.

## Geschichte

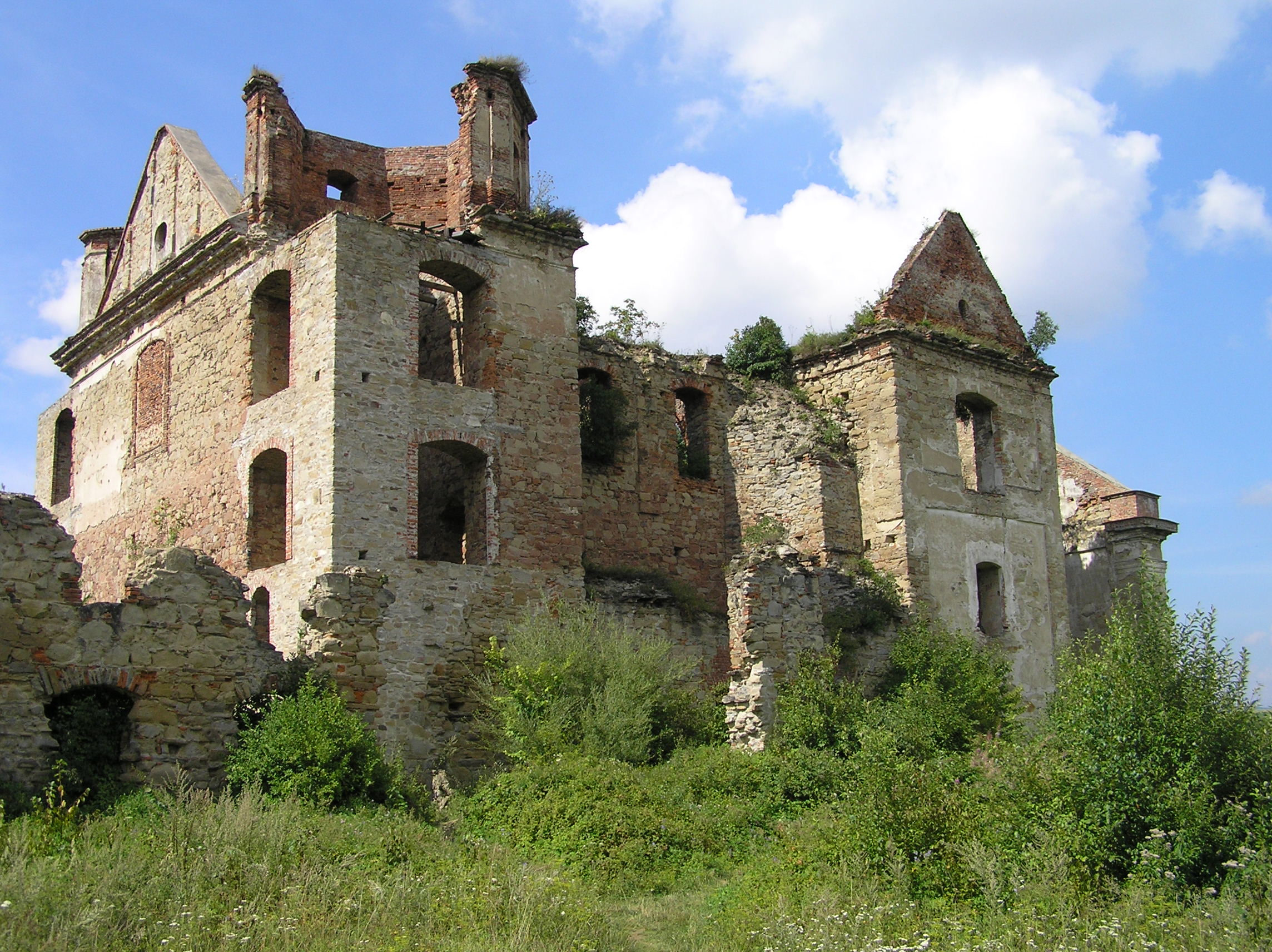
Ruinen des Klosters

Das Dorf Zagórz entstand im 14. Jahrhundert nach dem Anschluss von Rotruthenien an das Königreich Polen. Es gehörte zunächst der Familie Tarnawski, wurde aber im Jahr 1490 an Piotr Kmita Sobieński verkauft. Im 16. Und 17. Jahrhundert wechselte es häufig den Eigentümer. Im Jahr 1710 wurde ein befestigtes Karmelitenkloster errichtet. Nach den polnischen Teilungen wurde das Kloster in dem nunmehr unter österreichischer Herrschaft stehenden Ort 1789 in den Reformen des Josephinismus geschlossen. 1830 brannte der Klosterkomplex nieder.
Im Jahr 1880 hatte Zagórz 1639 Einwohner. Die Bevölkerung setzte sich aus Polen, Rusinen, Juden und Deutschen zusammen. In der Zweiten Polnischen Republik gehörte der Ort zur Woiwodschaft Lwów. Am 12. September 1939 erfolgte die Besetzung durch deutsche Truppen, die bis zum 13. September 1944 andauerte, als die Rote Armee einzog. Im Ortsteil Zasław richtete die deutsche Besatzung ein Zwangsarbeitslager ein, in das Juden aus Sanok und Umgebung deportiert wurden, die später überwiegend im Vernichtungslager Belzec getötet wurden.
1977 wurde Wielopole eingemeindet.

## Verkehr
Zagórz liegt im Hügelland der Pogórze Bukowskie an der Droga krajowa 85. Die Stadt ist der am weitesten im Südosten gelegene Eisenbahnknoten der PKP; hier verzweigen sich Strecken zur Grenze der Ukraine (nach Chyriw), der Slowakei (nach Medzilaborce) und in das polnische Binnenland (über Sanok).

## Gemeinde
Zur Stadt-und-Land-Gemeinde Zagórz gehören neben der namensgebenden Stadt 11 Dörfer mit einem Schulzenamt.

### Partnergemeinden
- Medzilaborce, Slowakei
- Schidnyzja, Ukraine